# Сан Нацаро (Парма)
Сан Нацаро је насеље у Италији у округу Парма, региону Емилија-Ромања.
Према процени из 2011. у насељу је живело 122 становника. Насеље се налази на надморској висини од 30 м.